# John Stones
John Stones (født 28. maj 1994 i Barnsley) er en engelsk fodboldspiller, der spiller som central forsvarsspiller hos Premier League-klubben Manchester City, som han skiftede til 9. august 2016, efter at han har spillet for Everton siden januar 2013, hvor han kom til fra Barnsley, der havde været hans klub de første to år af sin seniorkarriere.